# Stefan Ząbczyński
Stefan Ząbczyński (ur. 30 sierpnia 1912 w Zadrożu, zm. 23 listopada 2002 w Olkuszu) – polski działacz społeczny, partyzant w trakcie II wojny światowej, nauczyciel, twórca i długoletni kustosz Muzeum Pożarnictwa Ziemi Olkuskiej.

## Edukacja
W 1924 roku ukończył Szkołę Powszechną w Zadrożu. W latach 1931–1932 ukończył korespondencyjny kurs Przysposobienia Rolniczego im. Stanisława Staszica, przygotowywany pod patronatem Muzeum Przemysłu i Rolnictwa w Warszawie. W 1933 roku ukończył Szkołę Rolniczą w Trzyciążu. W latach 1936–1939 ukończył korespondencyjny kurs Przysposobienia Rolniczego im. Stanisława Staszica w zakresie materiału obejmującego program szkoły średniej, uprawniającego do przystąpienia do egzaminu maturalnego, który zdał w 1945 r.
W 1952 r. złożył egzamin inżynierski na Wydziale Rolniczym Uniwersytetu Jagiellońskiego w Krakowie, a w 1965 r. obronił pracę magisterską na kierunku ekonomiki rolnictwa w Szkole Głównej Gospodarstwa Wiejskiego w Warszawie.

## Działalność wojskowa i partyzancka
W 1934 r. został powołany do 9 pułku Ułanów Małopolskich, gdzie służył do 1936 r. 20 listopada 1939 roku został zaprzysiężony na komendanta Służby Zwycięstwu Polski na terenie gminy Jangrot. Dalej służył w Związku Walki Zbrojnej, następnie Batalionach Chłopskich, gdzie został dowódcą plutonu i oficerem łączności obwodu Batalionów Chłopskich. Po powstaniu Armii Krajowej został włączony w jej struktury i od 1943 roku był dowódcą plutonu i kompanii łączności 116 pp Armii Krajowej w 106 Dywizji Armii Krajowej, posługując się pseudonimem „Zet”. Wojnę zakończył w stopniu porucznika, w 1992 r. został awansowany do stopnia kapitana, a w 2001 r. do stopnia majora.

## Działalność społeczna
Jeden ze współzałożycieli Stowarzyszenia Młodzieży Polskiej w Zadrożu. Od 16 roku życia członek Straży Pożarnej w Zadrożu, późniejszy Naczelnik Straży Pożarnej w Olkuszu. Postanowieniem Prezydenta Rzeczypospolitej Polskiej z dnia 26 kwietnia 2000 r. został odznaczony za swoją działalność Krzyżem Komandorskim z Gwiazdą Odrodzenia Polski.
Za działalność polegającą na upowszechnianiu oświaty otrzymał Medal Komisji Edukacji Narodowej oraz Złoty Medal Związku Nauczycielstwa Polskiego, a za całokształt swojej działalności w dniu 29 września 1995 r. uchwałą nr XVIII/148/95 Rady Miejskiej w Olkuszu został nadany mu tytuł Honorowego Obywatela Miasta Olkusza.
W 1978 r. był współtwórcą Muzeum Pożarnictwa Ziemi Olkuskiej a później był jego długoletnim kustoszem. Muzeum obecnie nosi jego imię.